# 张寿 (信都县公)
张寿（539年—614年8月12日），字安乐，武威郡姑臧人，北周和隋朝将领。祖父张谊，魏朝仪同大将军，两任凉州刺史；父张温，北周开府仪同三司、凉州刺史。
武成元年（559年）起家宿卫。保定四年（564年），授都督。天和五年（570年），迁大都督。
建德五年（576年）十二月，周武帝攻入并州时被北齐军袭击，左右都被杀死，承御上士张寿牵其马首助其脱身。同年，诏授使持节仪同大将军，封襄乐县开国公，食邑一千二百户。又进封信都县开国公、开府仪同大将军。
隋朝建立后，张寿受命安抚荆州蛮族，以功迁上开府仪同大将军。开皇三年（583年），诏授骠骑将军。八年（588年），隋朝讨伐南朝陈，授张寿为行军总管。十年（590年），拜岐州诸军事、岐州刺史，仍领宫监，因有政绩得到文帝嘉奖，长期留任。
隋炀帝登基后，以张寿为功勋老臣，召入朝，授太子右卫副率。大业二年（606年），拜荆州刺史，仍封信都公，进位大将军。同年，入拜左御卫大将军，改授金紫光禄大夫。
大业五年（609年）三月，吐谷浑可汗伏允率军守覆袁川，隋炀帝分命内史元寿南屯金山，兵部尚书段文振屯北雪山，太仆卿杨义臣东屯琵琶峡，张寿西屯泥岭，四面围之。段文振连营三百余里，东接杨义臣，西连张寿。伏允以数十骑遁出。同年，张寿进位左光禄大夫。
九年（613年），转授右翊卫大将军。同年，隋炀帝征讨高句丽，让张寿留守东都，张寿参与镇压了礼部尚书杨玄感的叛乱。十年（614年），诏授光禄大夫。同年七月，张寿去世。次年二月迁葬河南郡河南县北邙山。有《隋光禄大夫右翊卫大将军张寿墓志》，1925年出土于洛阳，曾归于右任，现藏西安碑林。